# Ismet Munishi
Ismet Munishi (ur. 3 października 1974 w Gnjilane, Socjalistyczna Federacyjna Republika Jugosławii) – kosowski piłkarz, grający na pozycji pomocnika. Posiada również obywatelstwo albańskie.

## Kariera piłkarska

### Kariera klubowa
Karierę piłkarską rozpoczął w miejscowym klubie KF Flamurtari Prisztina. W 1996 przeszedł do słoweńskiego NK Maribor. Na początku 1998 zmienił klub na turecki Etimesgut Şekerspor. Potem występował w słoweńskich klubach ND Mura 05 i NK Olimpija Lublana. Z Olimpii został wypożyczony do klubów Maccabi Herclijja i NK Korotan Prevalje. W sezonie 2002/03 bronił barw tureckiego Kocaelispor. Od lata do końca 2003 roku grał w ŠD Šmartno 1928, po czym wyjechał do Albanii, gdzie został piłkarzem KF Laçi. Na początku 2005 podpisał kontrakt z ukraińską Worskłą Połtawa, ale rozegrał tylko 9 meczów i w styczniu 2006 opuścił klub. Po występach w albańskim KS Besa przeniósł się do kazachskiego klubu Tobył Kostanaj. Potem powrócił do Kosowskiej Superligi, gdzie grał w barwach KF Trepça'89 Mitrowica i KF Vëllaznimi Djakowica.

### Kariera reprezentacyjna
Od 2005 występował w reprezentacji Kosowa.

## Kariera trenerska
W latach 2013–2014 trener KF Vushtrria. Później trenował KF Drita Gnjilane, KF Vëllaznimi Djakowica i KF Feronikeli Glogovac, a obecnie KF Ballkani Suva Reka.